# Edward Piekarski
Edward Piekarski (ur. 26 października 1858 w Piotrowiczach pod Mińskiem, w powiecie ihumeńskim, zm. 29 czerwca 1934) – polski badacz Syberii, lingwista, sybirak. Autor 13-tomowego Słownika jakuckiego języka oraz Wzorów twórczości ludowej Jakutów. Członek Akademii Nauk ZSRR (od 1927).

## Życiorys
Był uczniem gimnazjum w Mińsku, Taganrogu i Czernihowie. Od 1877 był studentem Charkowskiego Instytutu Weterynaryjnego. Od 1878 należał do organizacji Ziemla i Wola. W 1879 został skazany na 5 lat przymusowego pobytu w guberni archangielskiej, jednak ukrywał się i nie rozpoczął tej kary. Ujęty w 1881, został skazany na 15 lat ciężkich robót, co z uwagi na stan zdrowia zamieniono na bezterminowe zesłanie i w 1881 zamieszkał na Syberii. W latach 1881–1899 mieszkał w naslegu Igidejskim Ułusu Boturuskiego obwodu jakuckiego. Pozostawał w związku z rodowitą Jakutką (zm. 1900), zajmował się ogrodnictwem i hodowlą, w czasie wolnym zaczął tworzyć słownik języka jakuckiego (w wersji rosyjsko-jakuckiej). W latach 1894–1896 był kierownikiem grupy badawczej działającej w ramach ekspedycji naukowej Rosyjskiego Towarzystwa Geograficznego finansowanej przez Innokientija Sibiriakowa, która badała język i kulturę Jakutów. W 1899 wydał w Jakucku I wydanie swojego słownika.
Od 1899 mieszkał w Jakucku, gdzie pracował jako urzędnik, w latach 1903–1905 uczestniczył w Nelkano-Ajańskiej ekspedycji naukowej. W 1904 ożenił się z Heleną Kugajewską, w 1905 wyjechał z nią do Petersburga. Tam pracował w dziale etnograficznym Muzeum Rosyjskiego, Muzeum Antropologii i Etnografii Akademii Nauk, gdzie był kustoszem, Instytucie Orientalistycznym Akademii Nauk ZSRR, był sekretarzem Sekcji Etnograficznej Rosyjskiego Towarzystwa Geograficznego, redagował czasopismo „Żywaja starina”. Do wybuchu Rewolucji Październikowej opublikował pięć tomów słownika, edycję podjęto na nowo w 1923. W 1927 został członkiem korespondentem, w 1931 członkiem rzeczywistym Akademii Nauk ZSRR.
Jego głównym dziełem był trzynastotomowy Słownik języka jakuckiego (wyd. 1913–1930), w którym poza objaśnieniem 38 tys. słów, zawarto w nim także informacje o gospodarczych, prawnych, ekonomicznych, duchowych i kulturalnych aspektach życia Jakutów. Opublikował także Wzory twórczości ludowej Jakutów oraz m.in. prace „Płaszcz i bęben szamana Jakuckiego”, „Program badania życia domowego i rodzinnego Jakutów”, „Jakucki naród przed i po przyjściu Rosjan”, „Jakucka baśń”, „Jakucki ślub”.
Od 1928 był członkiem honorowym Polskiego Towarzystwa Orientalistycznego.
Został pochowany na cmentarzu luterańskim w Petersburgu (Cmentarzu Smoleńskim).
W Jakucku znajduje się pomnik poświęcony E. Piekarskiemu oraz ulica jego imienia. Jurta, w której mieszkał i pracował została zrekonstruowana i znajduje się w skansenie w miejscowości Czerkioch.